# Abax texensis
Abax texensis är en skalbaggsart som beskrevs av Hendrik Freitag. Abax texensis ingår i släktet Abax och familjen jordlöpare. Inga underarter finns listade i Catalogue of Life.